# 白石街道 (烟台市)
白石街道，是中华人民共和国山東省烟台市芝罘区下辖的一个乡镇级行政单位。

## 行政区划
白石街道下辖以下地区：
长青社区、北大社区、青年路社区、新石社区、白春社区、南开社区、青华社区、新西社区和新海阳社区。

## 人口
2010年中国第六次人口普查时，白石街道共有人口54824人。共有家庭20057户，平均每户2.58人。14岁以下的少年儿童共5328人，占总人口9.718%；15-64岁人口共43065人，占总人口78.55%；65岁及以上的老年人共6431人，占总人口的11.73%。男性共计27126人，占总人口49.47%；女性共计27698，占总人口50.52%。本地居住的人口中，拥有本地户籍的人口为40045人，占73.04%。